# Cyclostremiscus spiceri
Cyclostremiscus spiceri is een slakkensoort uit de familie van de Tornidae. De wetenschappelijke naam van de soort is voor het eerst geldig gepubliceerd in 1938 door Baker, Hanna & Strong.